# Wahlbezirk Böhmen 82
Der Wahlbezirk Böhmen 82 war ein Wahlkreis für die Wahlen zum Abgeordnetenhaus im österreichischen Kronland Böhmen. Der Wahlbezirk wurde 1907 mit der Einführung der Reichsratswahlordnung geschaffen und bestand bis zum Zusammenbruch der Habsburgermonarchie.

## Geschichte
Nachdem der Reichsrat im Herbst 1906 das allgemeine, gleiche, geheime und direkte Männerwahlrecht beschlossen hatte, wurde mit 26. Jänner 1907 die große Wahlrechtsreform durch Sanktionierung von Kaiser Franz Joseph I. gültig. Mit der neuen Reichsratswahlordnung schuf man insgesamt 516 Wahlbezirke mit je einem zu wählenden Abgeordneten, die durch Direktwahl mit allfälliger Stichwahl bestimmt wurden. Der Wahlkreis Böhmen 82 umfasste die Stadt Teplitz-Schönau. Aus der Reichsratswahl 1907 ging zunächst Johann Husak von den Deutschfortschrittlichen als Sieger hervor, 1911 wurde er von seinem Parteikollegen Wilhelm Keller abgelöst.

## Wahlergebnisse

### Reichsratswahl 1907
Die Reichsratswahl 1907 wurde am 14. Mai 1907 (erster Wahlgang) sowie am 23. Mai 1907 (Stichwahl) durchgeführt.

#### Erster Wahlgang
| Kandidat                                                              | Partei                      | Wahlkreis- stimmen | Prozent |
| --------------------------------------------------------------------- | --------------------------- | ------------------ | ------- |
| Johann Husak                                                          | Deutsche Fortschrittspartei | 2000               | 43,7 %  |
| Eduard Reichelt                                                       | Freialldeutsche Partei      | 1587               | 34,7 %  |
| Rudolf Sommer                                                         | Sozialdemokratische Partei  | 709                | 15,5 %  |
| Karel Stanislav Sokol                                                 | Tschechischer Kandidat      | 132                | 2,9 %   |
| Karl Lueger                                                           | Christlichsoziale Partei    | 93                 | 2,0 %   |
|                                                                       | Sonstige Parteien           | 48                 | 1,1 %   |
| Wahlberechtigte: 4988, Ungültige Stimmen: 15, Wahlbeteiligung: 91,9 % |                             |                    |         |

#### Stichwahl
| Kandidat                                                              | Partei                      | Wahlkreis- stimmen | Prozent |
| --------------------------------------------------------------------- | --------------------------- | ------------------ | ------- |
| Johann Husak                                                          | Deutsche Fortschrittspartei | 2634               | 58,4 %  |
| Eduard Reichelt                                                       | Freialldeutsche Partei      | 1876               | 41,6 %  |
| Wahlberechtigte: 4988, Ungültige Stimmen: 54, Wahlbeteiligung: 91,3 % |                             |                    |         |

### Reichsratswahl 1911
Die Reichsratswahl 1911 wurde am 13. Juni 1911 durchgeführt. Die Stichwahl entfiel auf Grund des absoluten Mehrheit für Wilhelm Keller im ersten Wahlgang.
| Kandidat                                                              | Partei                      | Wahlkreis- stimmen | Prozent |
| --------------------------------------------------------------------- | --------------------------- | ------------------ | ------- |
| Wilhelm Keller                                                        | Deutsche Fortschrittspartei | 2248               | 55,9 %  |
| Karl Czermak                                                          | Sozialdemokratische Partei  | 1275               | 31,7 %  |
| Hans Schlögl                                                          | Christlichsoziale Partei    | 477                | 11,9 %  |
|                                                                       | Sonstige Parteien           | 23                 | 5,7 %   |
| Wahlberechtigte: 5375, Ungültige Stimmen: 93, Wahlbeteiligung: 76,6 % |                             |                    |         |